# Stade 3
Stade 3 is de derde extended play van Mr. Oizo.
De EP is uitgebracht in 2012. Het is gratis als download beschikbaar via de website van Mr. Oizo.

## Tracklist
| Nr. | Titel       | Duur |
| --- | ----------- | ---- |
| 1.  | Stade 3     | 3:25 |
| 2.  | TOODOO      | 2:51 |
| 3.  | Fingers     | 0:42 |
| 4.  | WC          | 2:32 |
| 5.  | Textes      | 2:52 |
| 6.  | Calculatrix | 1:24 |
| 7.  | PEEHURTS    | 3:35 |